# Когутівка (заказник)
Когуті́вка — ландшафтний заказник загальнодержавного значення в Україні. Розташований в околицях села Ятрань Новоархангельського району Кіровоградської області.

## Загальна інформація

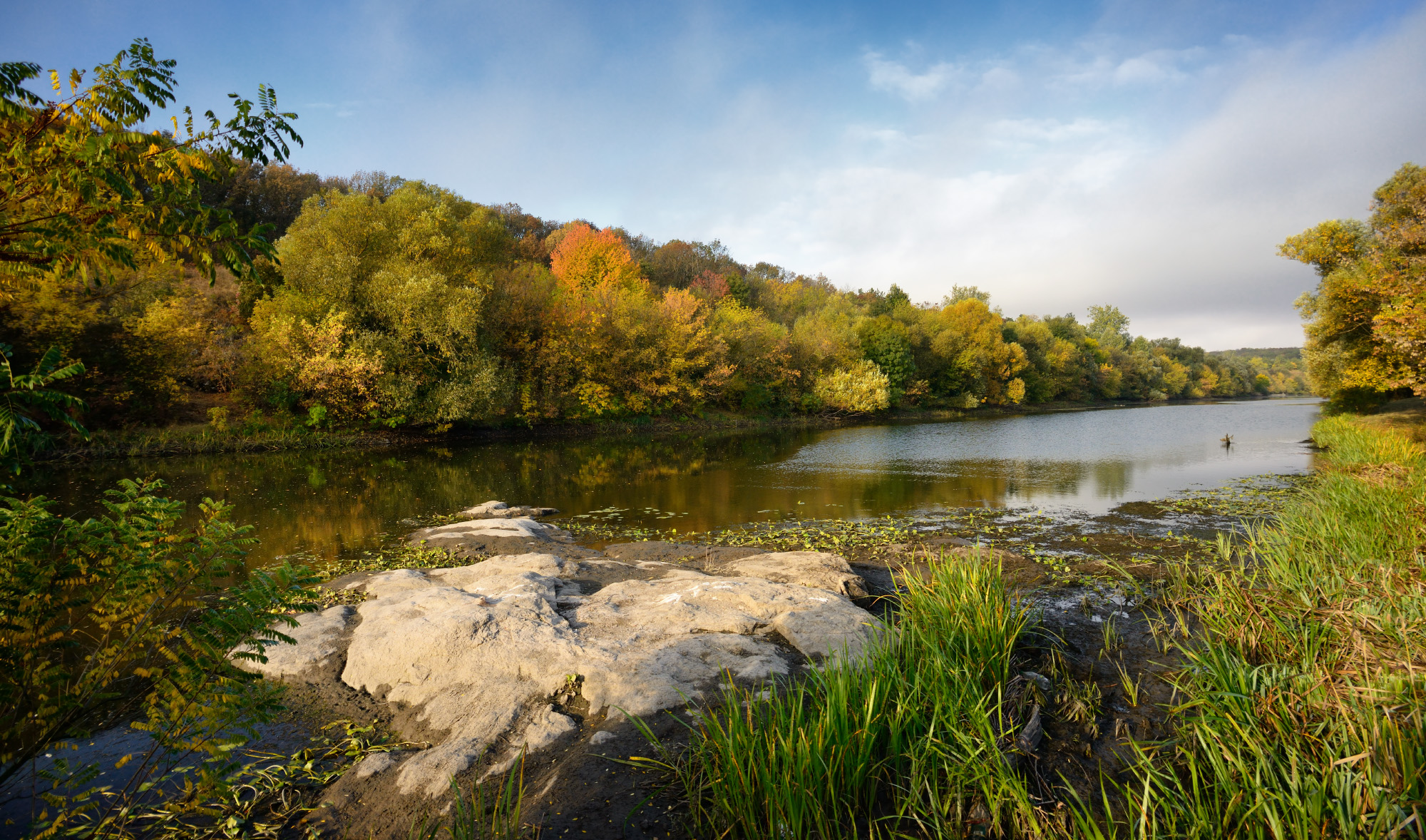
Скелі на річці

Площа 120 га. Статус присвоєно згідно з Указом Президента України № 750/94 від 10.12.1994 року. Перебуває у віданні: Новоархангельська районна державна адміністрація — 39 га, ДП «Голованівський лісгосп» — 81 га.
Розташований у мальовничому місці злиття річок Синюха та її притоки Ятрань. На лівому березі Синюхи та правому березі Ятрані численні відслонення гранітів утворюють стрімкі скелі.

## Флора
Здебільшого тут поширена петрофітна рослинність. На цих ділянках переважає молодило руське, оригінальні розетки якого утворюють суцільні плями. Жовте тло доповнюють очитки їдкий та звичайний, рідше — очиток Борисової. Привертають увагу рожево-жовті суцвіття цибулі Вальдштейна. Між камінням можна побачити сріблясто опушені розетки з жовтими квітами, що належать малопоширеному виду гранітних відслонень — авринії скельній. В розщілинах між камінням знайшли затишний притулок невеликі папороті — аспленій північний і пухирник ламкий. По краях кам'яних брил зростають малопоширені види чагарників, такі як кизильник чорноплідний і спірея звіробоєлиста.
Лісова рослинність на території заказника займає значні площі і розміщується на пологих берегах річок. В прирусловій частині відмічена рідкісна для Кіровоградщини заплавна діброва з дубом до 80 років. Лісові схили займає ясенево-дубовий ліс із домішкою в'яза і клена татарського. Серед різнотрав'я трапляється червонокнижний вид із зеленувато-пурпуровими квітами — коручка чемерникоподібна. Тут також можна побачити такі рідкісні види, як гадюча цибулька занедбана з синьо-фіолетовими квітами і шоломниця висока.
На плакорних ділянках трапляються степові ценози, які представлені ковилово-типчаковими угрупованнями. Серед степового різнотрав'я переважають залізняк бульбистий, цмин пісковий, вероніка сива, миколайчики польові, конюшина гірська, чебрець Маршаллів та інші. Місцями трапляються степові угруповання з домінуванням пирію несправжньосизого. Варто відмітити тут рідкісний для Кіровоградщини вид — волошку руську з чудовими лимонно-жовтими квітами. Місцями трапляються фрагменти угруповань ковили волосистої, зрідка можна побачити мигдаль степовий. По берегах річок вузькою смугою зростає верба біла. На лучних ділянках рослинності переважають пирійно-різнотравні угруповання.

## Фауна
Цікавою є фауна заказника. Особливим фауністичним багатством виділяються заліснені ділянки, які навесні та влітку наповнюються різноголосим співом птахів. Серед типових лісових птахів відмічені зяблик, славки чорноголова та садова, дрізд чорний, соловейко східний, синиця велика, мухоловка сіра, сойка, вівсянка звичайна, зрідка трапляються канюк звичайний, ворона сіра, зозуля звичайна і сорока. На невеликих лучних ділянках можна побачити чекана лугового, просянку і жайворонка степового, а біля русла — чаплю сіру, крижня і плиску білу. Особливо цікавим є факт виявлення на території заказника видри річкової, занесеної то Червоної книги України.
Заказник «Когутівка» відрізняється мальовничим рельєфом, різноманітним і багатим рослинним та тваринним світом.